# Nova (Laser)

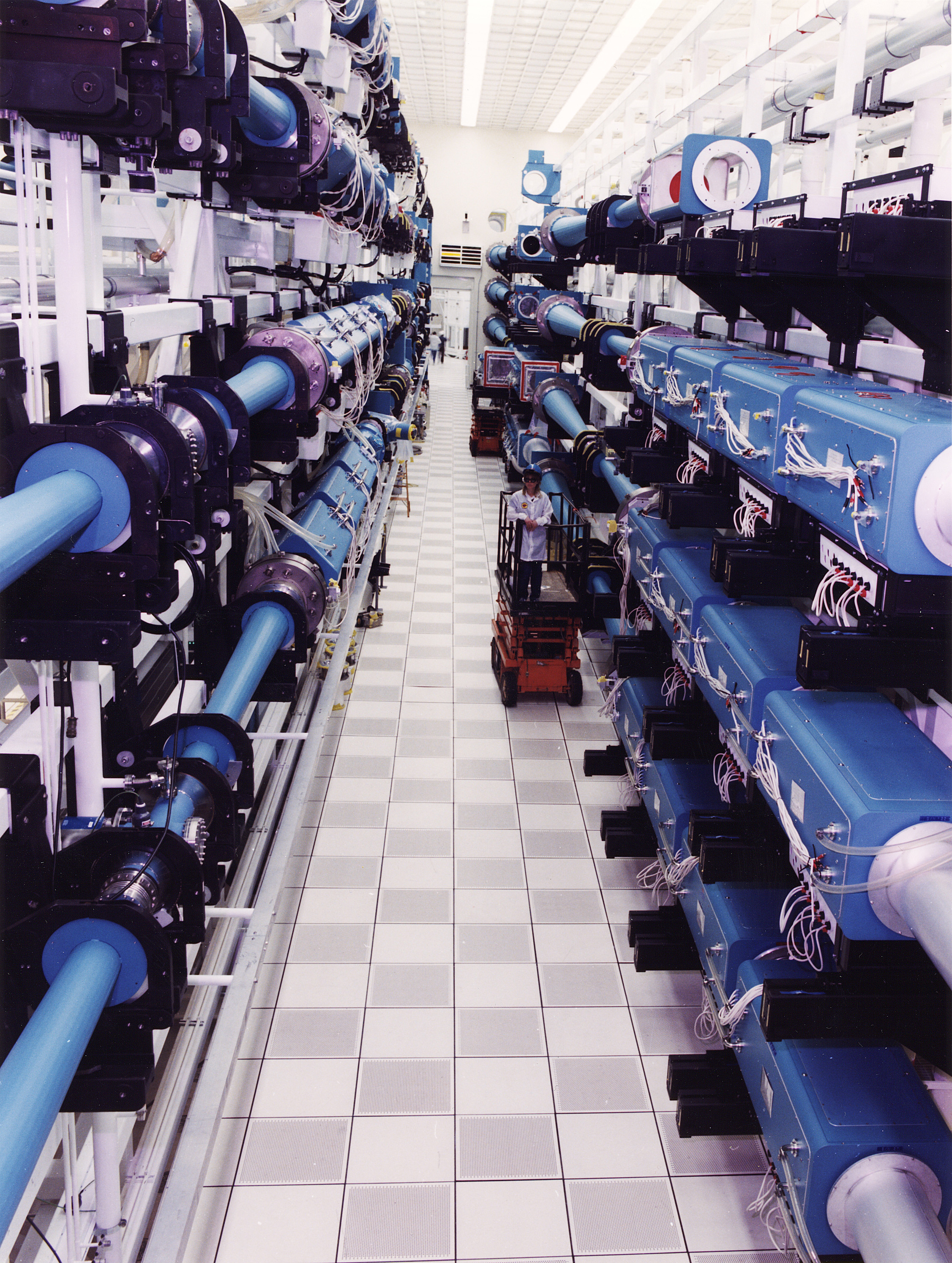
Blick in NOVA, zwischen zwei Laser Beamlines. Die blauen Boxen enthalten die Verstärker.

Die Laser-Anlage NOVA des Lawrence Livermore National Laboratory (LLNL) in Livermore, Kalifornien, Vereinigte Staaten war eine experimentelle Forschungseinrichtung. In ihr fanden Experimente zur Trägheitsfusion statt. Ihr primärer Zweck war die Erforschung und Simulation von Kernwaffen. Zusätzlich dienten die Versuche auch der Erforschung der Trägheitsfusion als neue und umweltfreundliche Energiequelle. Die Nachfolgeanlage des NOVA ist die National Ignition Facility.

## Aufbau
Der NOVA besitzt einen Neodym-Glas-Laser-System mit 192 Strahlen. Diese Strahlen werden alle auf ein kleines Ziel, welches oft auch als Target bezeichnet wird, geschossen. Nachdem dies geschieht, kommt es zur Trägheitsfusion.